# بوب هيثكوت
بوب هيثكوت (بالإنجليزية: Bob Heathcote)‏ هو موسيقي أمريكي، ولد في 27 مايو 1964 في سانتا مونيكا في الولايات المتحدة.

## وصلات خارجية
- بوب هيثكوت على موقع ميوزك برينز (الإنجليزية)
- بوب هيثكوت على موقع ديسكوغز (الإنجليزية)